# بیجا مانترا
 بیجا مانترا  (به انگلیسی: bija mantra)
«بیجا مانترا» بذر یا دانهٔ مانترا، ارتعاش به خصوصی که منبعش در هوشیاری ماورای ادراک با حواس جسمانی است.

## مانترایوگا
به تجلی کندالینی در زمینهٔ سخن، مانترایوگا گفته می‌شود. به همین دلیل استاد، کندالینی فردی را که با او آشنا می‌شود، با انتقال نیروی خویش، به وسیلهٔ کلمه‌ای یا کلماتی که آنها را مانتراها می‌گویند، بیدار می‌کند. دلیل این نامگذاری هم این است که با تکرار آن کلمات، مبتدی به تدریج از قید مایا(Maya) رهایی می‌یابد.

## نیروی بالقوهٔ هر گلبرگ
ویشو دهی به شکل گل نیلوفر ارغوانی پر رنگ با ۱۶ گلبرگ (آدهارا) نماد شده‌ است. هر گلبرگ نیروی ویژهٔ بالقوه‌ای دارد. هشتمین گلبرگ حاوی سم و شانزدهمین گلبرگ حاوی شهد است. نیروی بالقوهٔ هر گلبرگ توسط «بیجا مانترا»» نمایش داده می‌شود.